# Pleurotus pulmonarius
Pleurotus pulmonarius (Elias Magnus Fries, 1821 ex Quél., 1872) din încrengătura Basidiomycota, în familia Pleurotaceae și de genul Pleurotus, este o  ciupercă comestibilă, care crește sălbatică sau poate fi și cultivată. Ea este denumită în popor păstrăv de vară sau ciuperca fenix. Specia este un saprofit ce descompune lemn mort, dar și parazit care năpădește numai arbori bolnavi sau slăbiți, în primul rând de plop, de asemenea, de fag, frasin, mesteacăn sau nuc, nefiind un dăunător de lemn însemnat. Soiul sălbatic se găsește în România, Basarabia și Bucovina de Nord, dezvoltându-se în buchete cu punct de inserție comun, în păduri naturale de foioase pe trunchiuri de arbori sau pe lemn mort. Apare în regiuni mai răcoroase, din iunie iulie până octombrie (noiembrie), dar niciodată iarna.

## Taxonomie
Numele binomial a fost determinat drept Agaricus pulmonarius de renumitul savant suedez Elias Magnus Fries în volumul 1 al trilogiei sale Systema Mycologicum din anul 1821. În 1872, micologul francez Lucien Quélet a transferat specia corect la genul Pleurotus sub păstrarea epitetului, de verificat în Mémoires de la Société d'Émulation de Montbéliard. Toate celelalte încercări de redenumire (vezi infocaseta) sunt acceptate sinonim, dar neglijabile, nefiind folosite.
Numele generic este derivat din cuvintele grecești (greacă veche Πλευρά= laterală, flancă, coastă și (greacă veche οὖς=ureche), iar epitetul din cuvântul latin (latină pulmo=plămâni, unul din cei doi plămâni), datorită asemănării cuticulei bătrâne cu suprafața unui plămân.

## Descriere

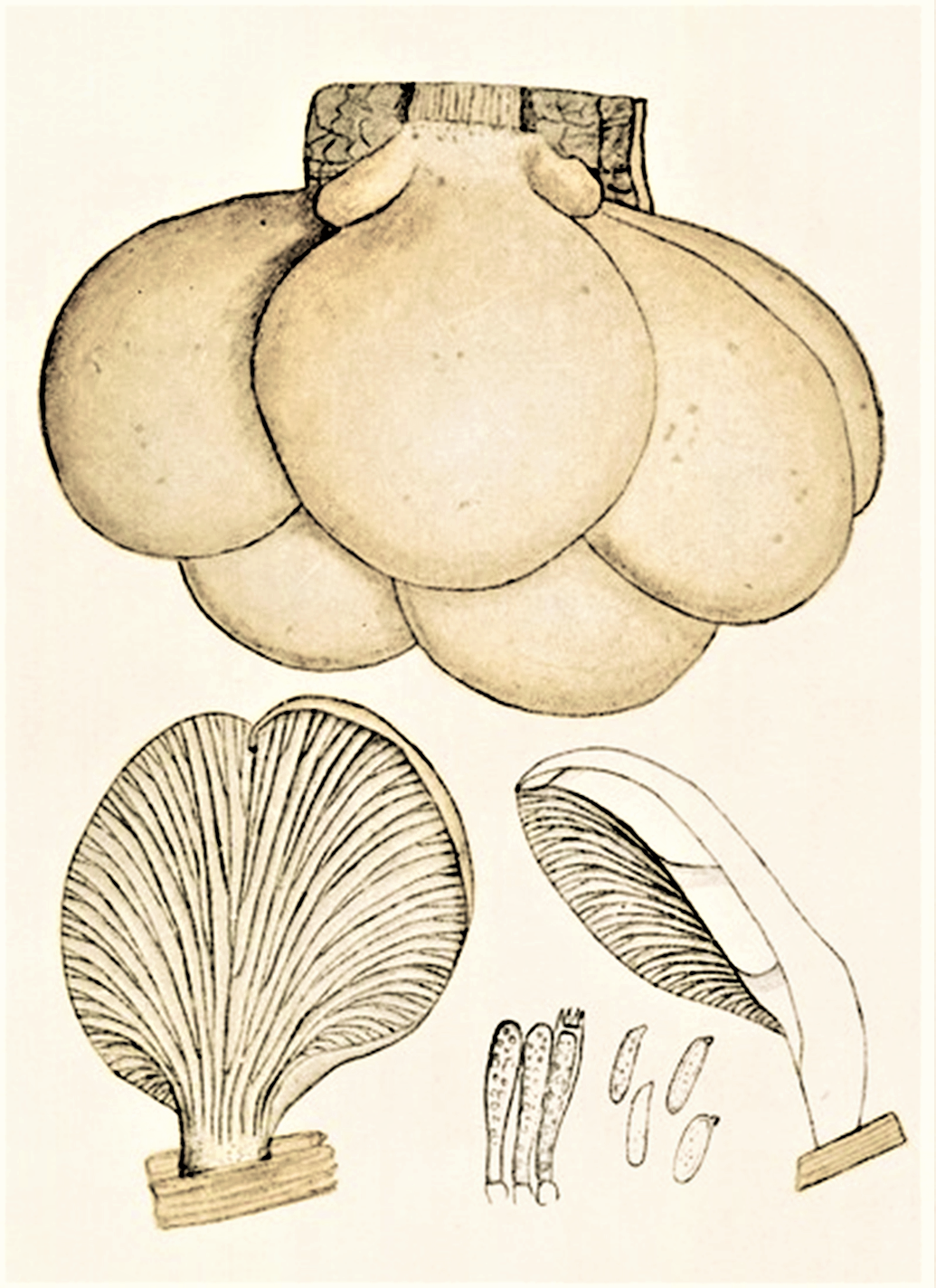
Bres.: Pleurotus pulmonarius

- Pălăria: are un diametru de 4-10 (15) cm, este orizontală, în formă de scoică sau de ureche, netedă și lucioasă, inițial convexă, cărnoasă cu marginea răsucită în jos, fiind la maturitate ceva adâncită în centru, la bătrânețe cu margini ondulate și răsfrânte. Coloritul cuticulei cu o grosime de 40–50 µm variază de la alb peste alb de fildeș, crem-albicios, gri-albicios, peste gălbui și bej deschis până la pal maroniu și gri-brun. Bătrână are adesea aspectul cu suprafața unui plămân.
- Lamelele: sunt subțiri, destul de dense, bifurcate și intercalate, rareori cu conexiuni transversale și lung decurente la picior. Coloritul este alb, uneori cu o tentă de crem, îngălbenindu-se odată cu trecerea timpului.
- Piciorul: alipit excentric de pălărie este foarte scurt (rareori lipsește) cu o înălțime de 1,5-3 (4) cm și o lățime de 1-1,5 cm, fiind alb, țesălat, elastic, plin, cilindric precum ceva îngroșat și alb pâslos spre bază.
- Carnea: este albă, puțin apoasă, moale și pufoasă când este tânără, ciuperca sălbatică devenind la bătrânețe elastică, iar în picior pieloasă și dură. Soiul cultivat rămâne moale. Are un miros plăcut, dulceag, de anason și ciuperci și un gust blând, fiind apreciată pentru valoarea ei alimentară, dar nu poate fi consumată crud. Nu de decolorează după tăiere.[4][5]

Păstrăvul de vară este nematofag, fiind capabil să otrăvească nematode folosind toxine. Hifele fungide penetrează nematodele paralizate sau ucise, care sunt apoi digerate.
- Caracteristici microscopice: prezintă spori cilindrici până alungit elipsoidali cu un apicul bine vizibil, hialini, netezi, și neamilozi (nu se decolorează cu reactivi de iod), având o mărime de 10-12 x 3-4 microni. Pulberea lor este albă până slab gălbuie. Basidiile clavate cu 4 sterigme fiecare măsoară 40-50 x 6-7 microni. Cistidele (elemente sterile situate în stratul himenal sau printre celulele din pielița pălăriei și a piciorului, probabil cu rol de excreție) au excrescențe sferice. Hifele bazale de 4-6 μm, cu pereți subțiri sunt septate regulat, prezentând fibule mici și încrengături.[12][13]
- Reacții chimice: carnea se decolorează, cu acid sulfuric brun-roz, cu sulfovanilină roșu, apoi violet și cu tinctură de Guaiacum verde-albăstrui.[14]

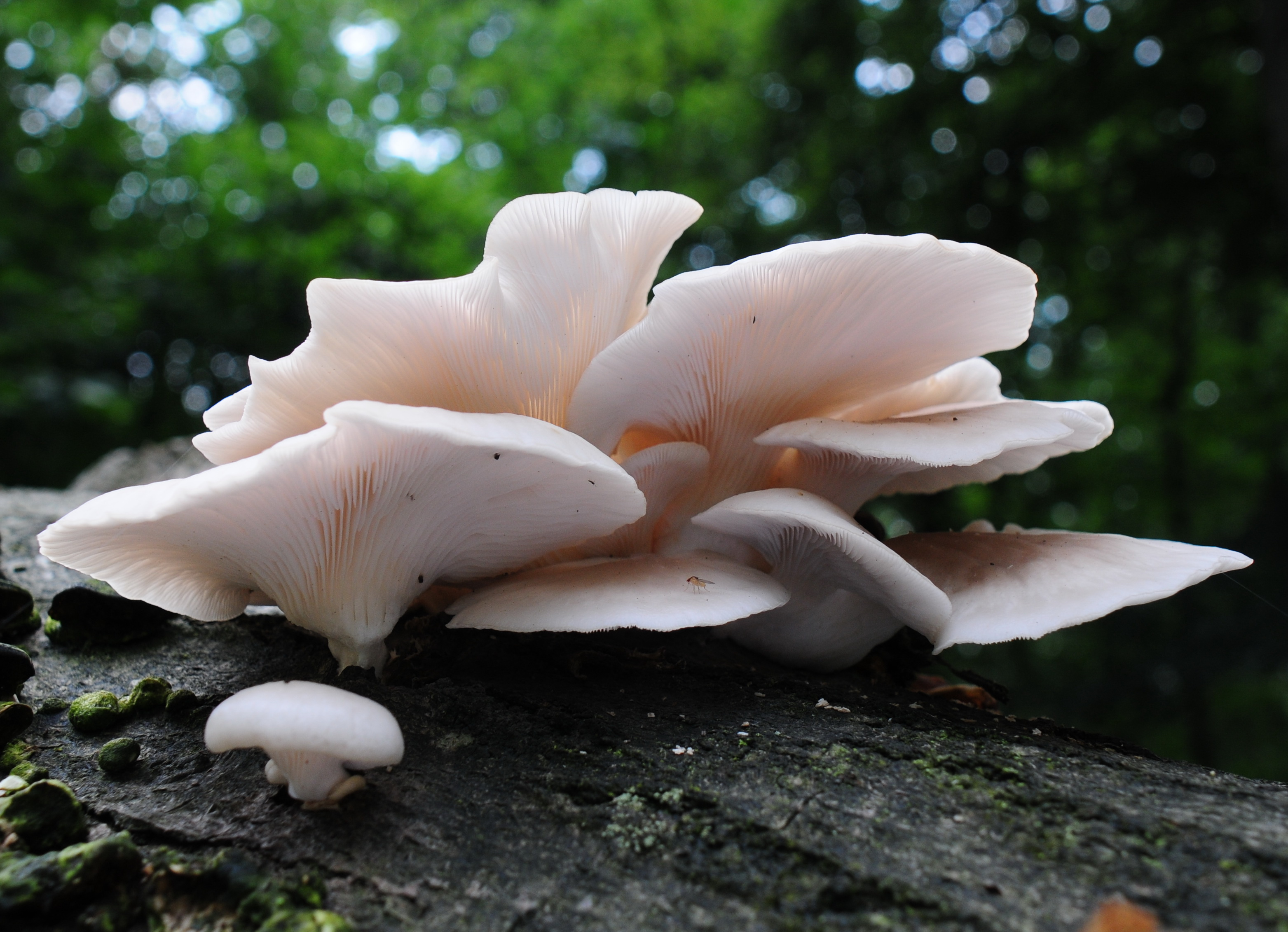
P. pulmonarius, lamele și picior
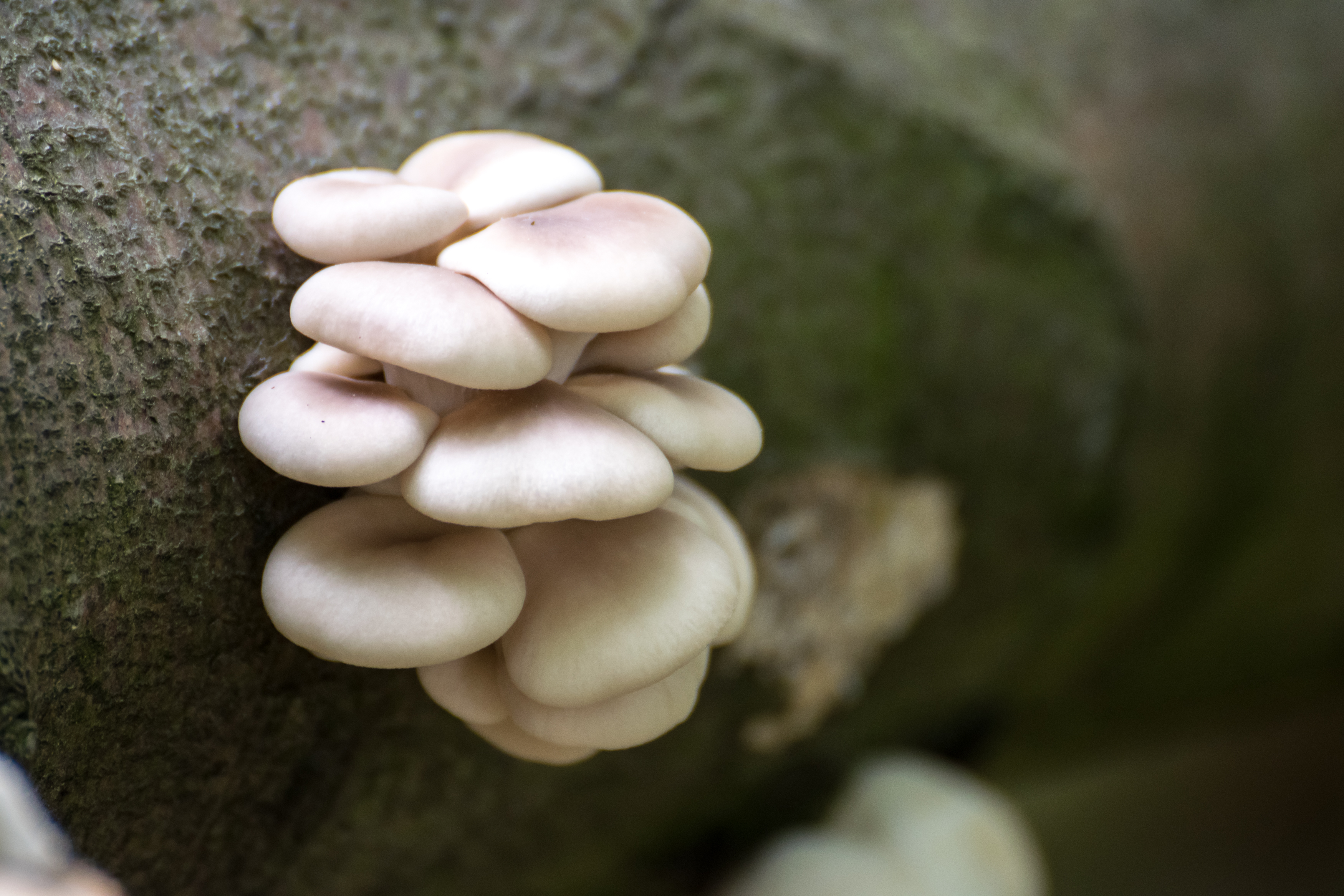
P. pulmonarius tineri
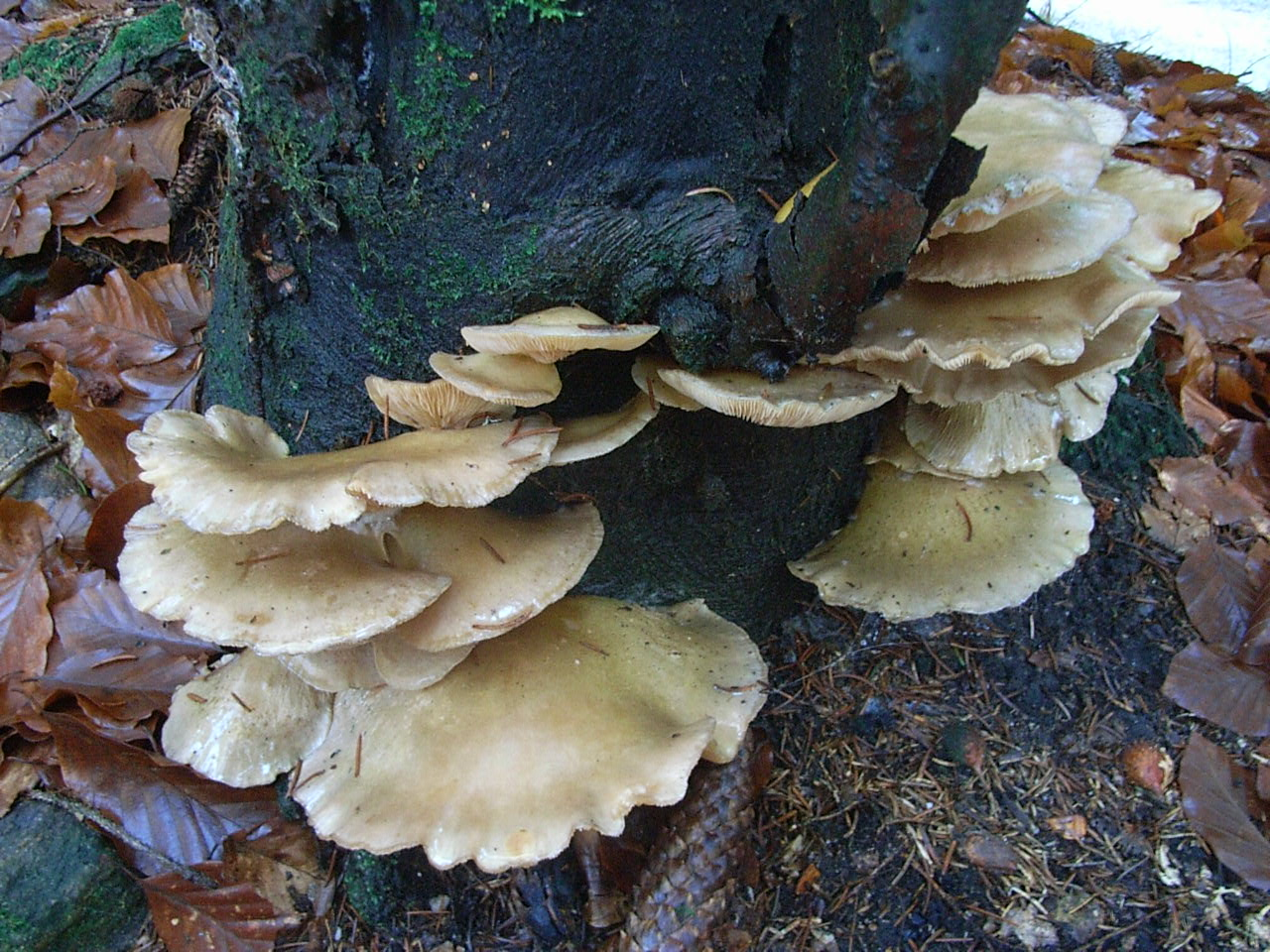
P. pulmonarius mai bătrâni
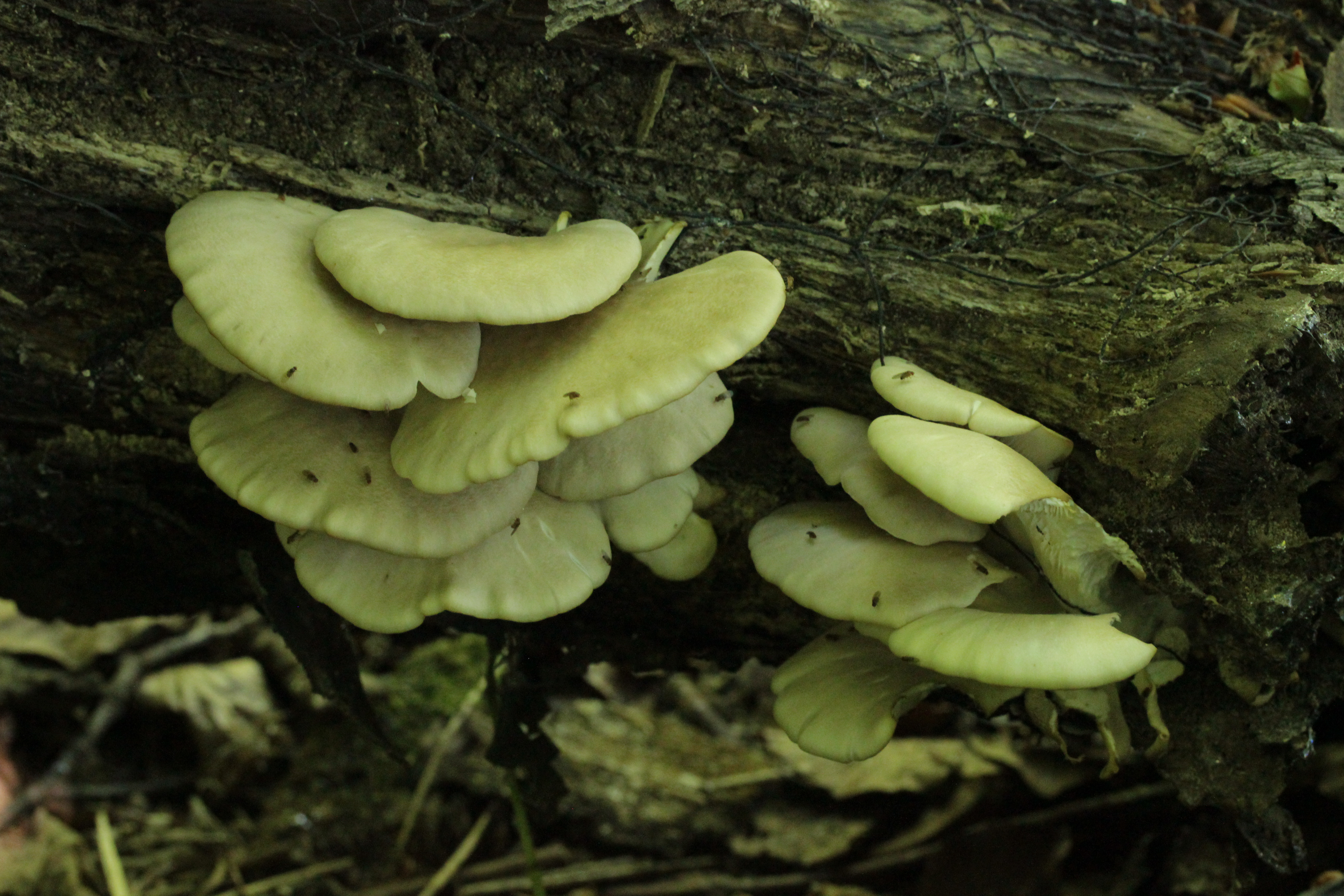
P. pulmonarius gălbui
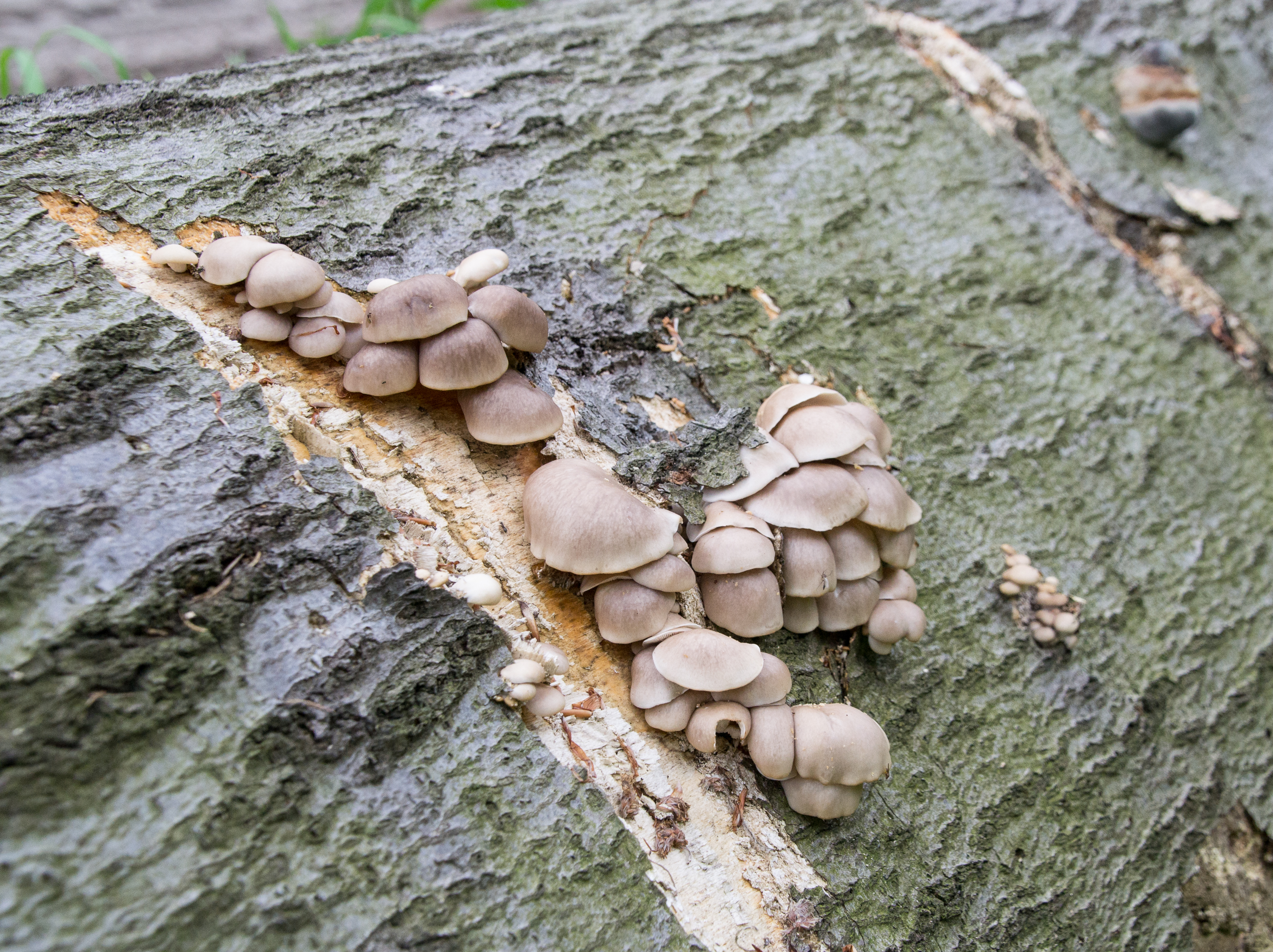
P. pulmonarius gri-bruni
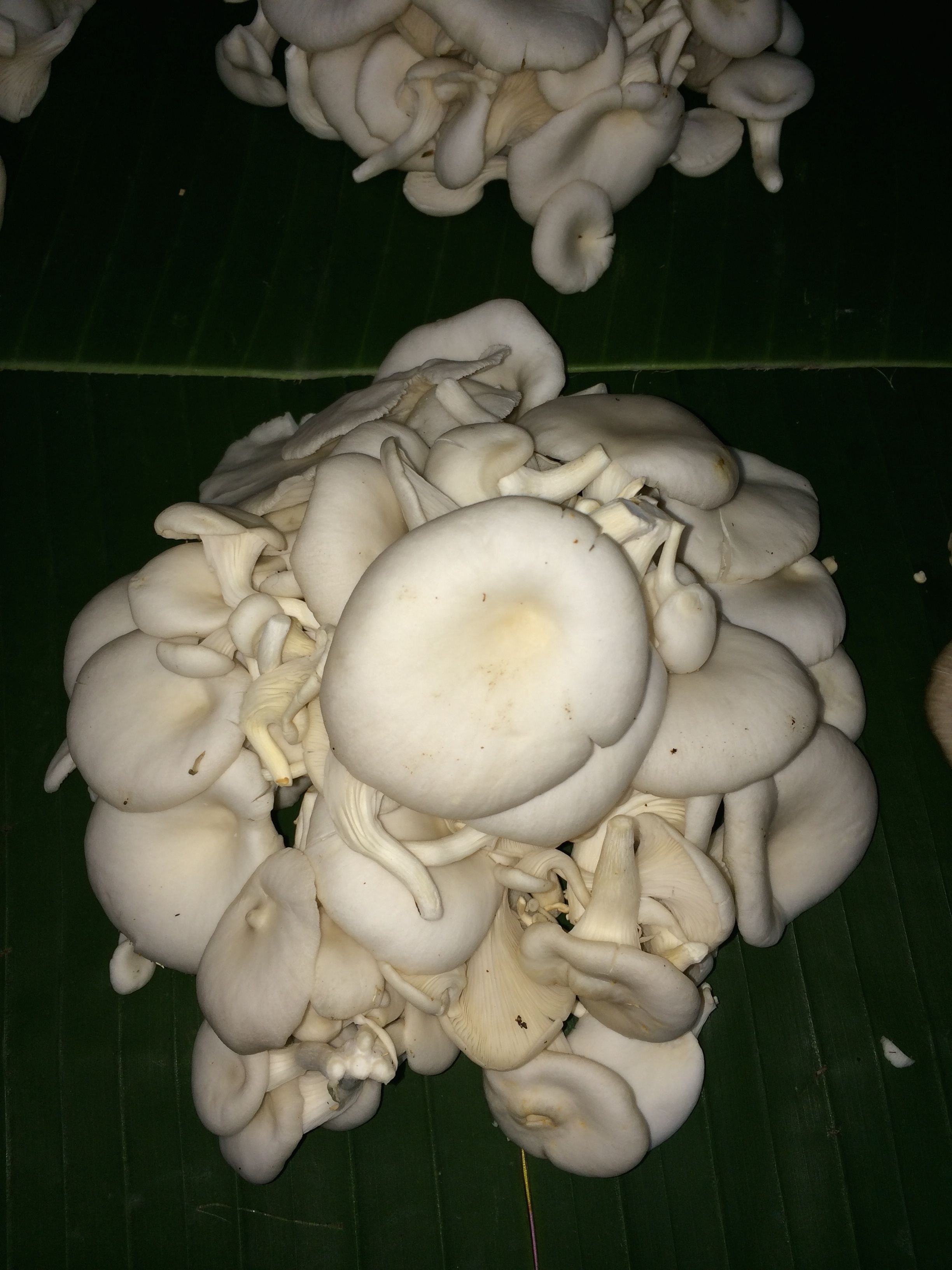
P. pulmonarius cultivați

## Confuzii
Ciuperca poate fi confundată cu specii aceluiași gen sau al unuia înrudit, ca de exemplu cu Pleurotus cornucopiae (comestibil), Pleurotus djamor (comestibil, aspect rozaliu), Pleurotus dryinus (necomestibil, gust și miros de ciuperci, dar prea vâscos), Pleurotus eryngii (delicios), Pleurotus ostreatus (comestibil), Pleurotus ostreatus forma florida (comestibil),, Lentinellus cochleatus (comestibil, miros de anason), Panellus serotinus (comestibil, bătrân ceva amar, se dezvoltă adesea pe același arbore), Panellus stipticus (necomestibil, mai mic, amar, bioluminescent), sau chiar cu letal otrăvitoarea Pleurocybella porrigens de culoare mai închisă.

## Specii asemănătoare în imagini

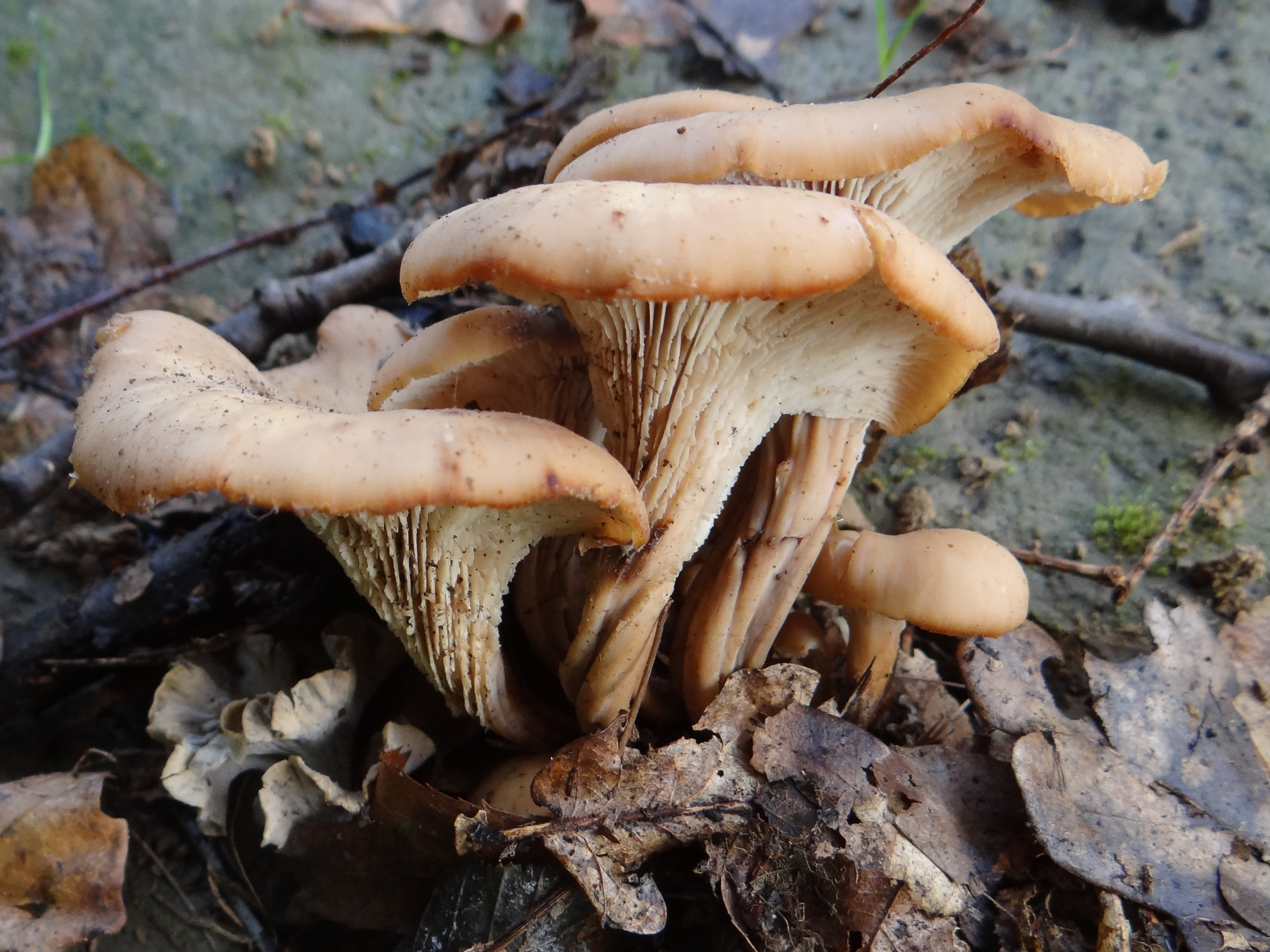
Lentinellus cochleatus
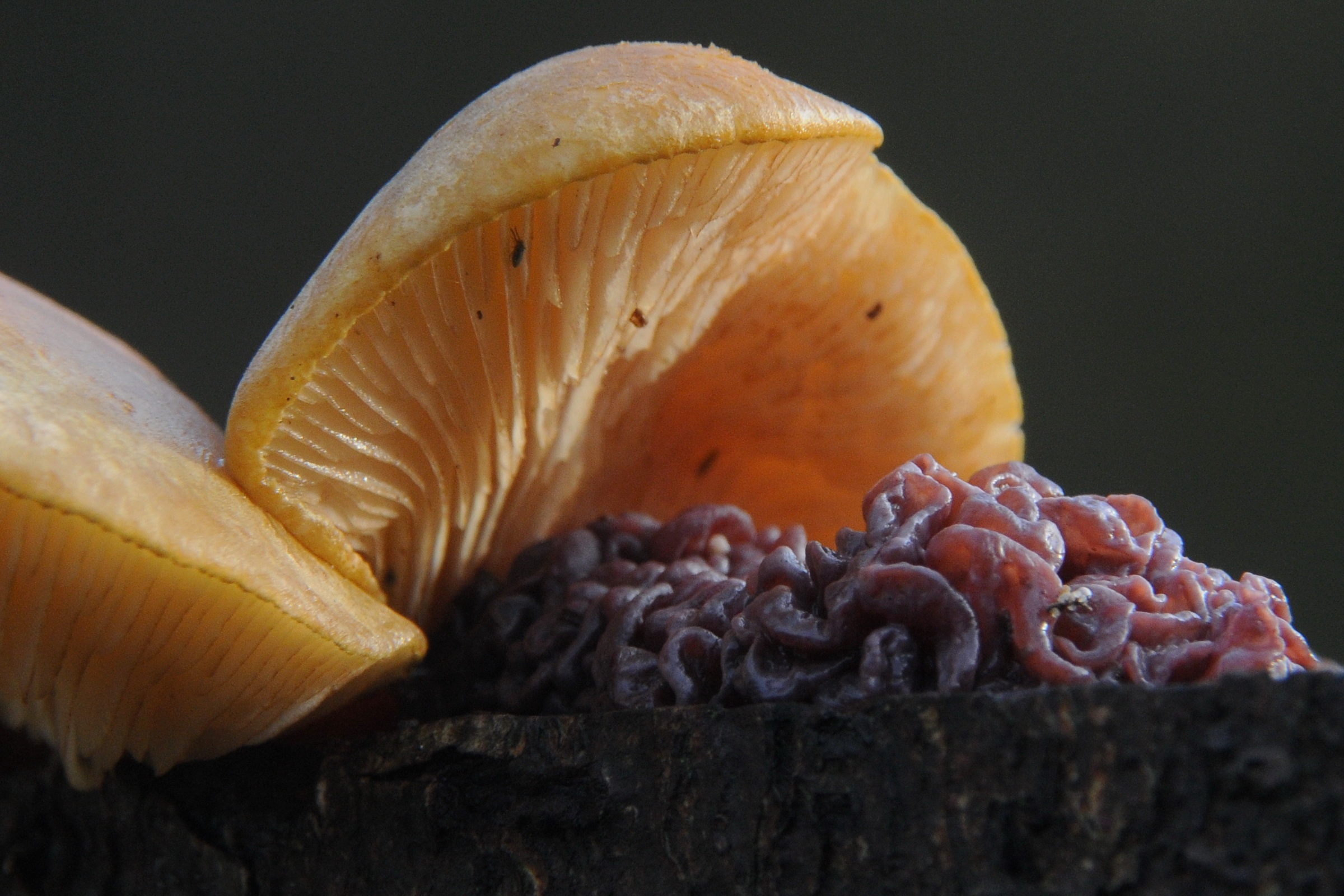
Panellus serotinus
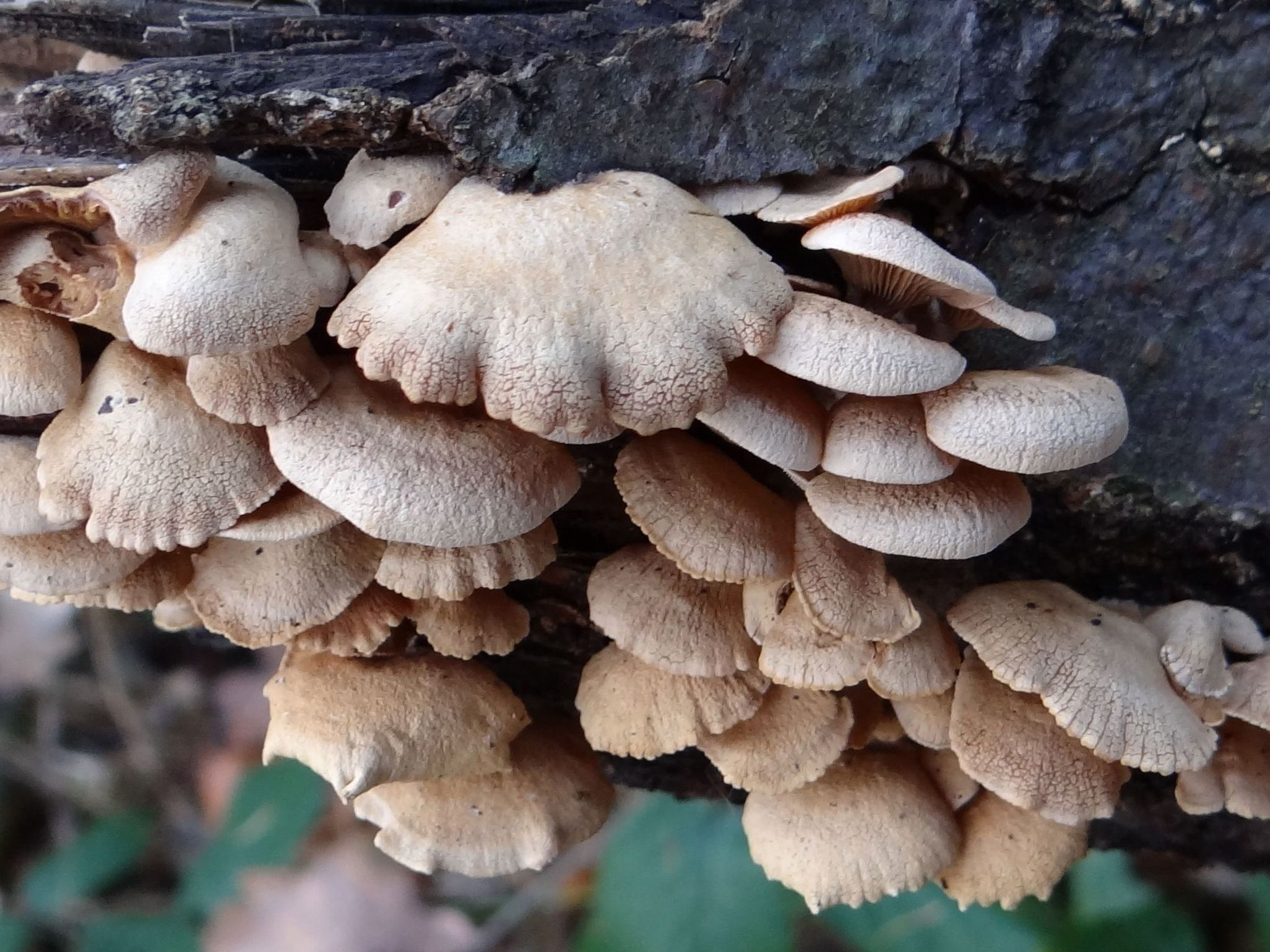
!Panellus stipticus!
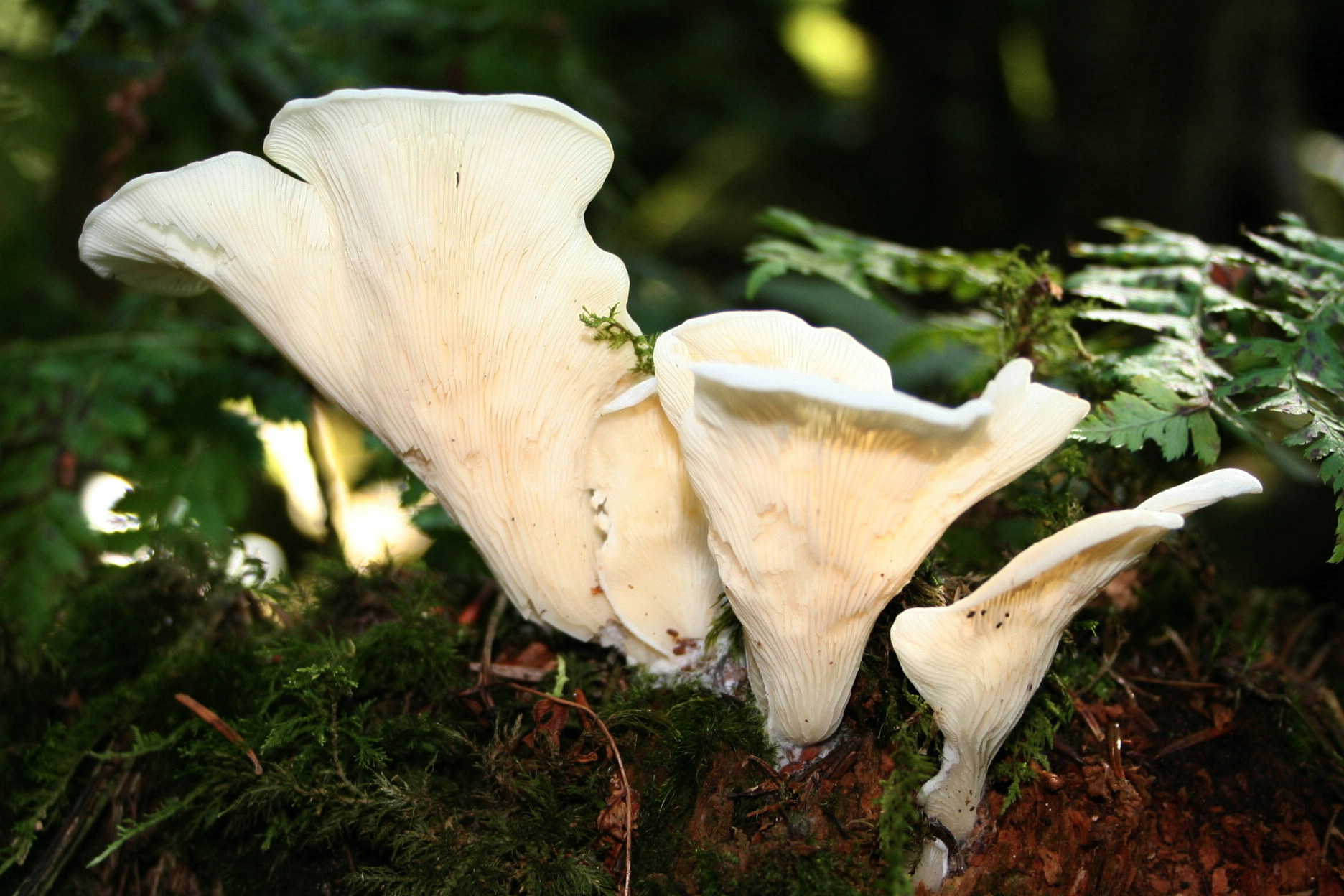
!!!Pleurocybella porrigens!!!
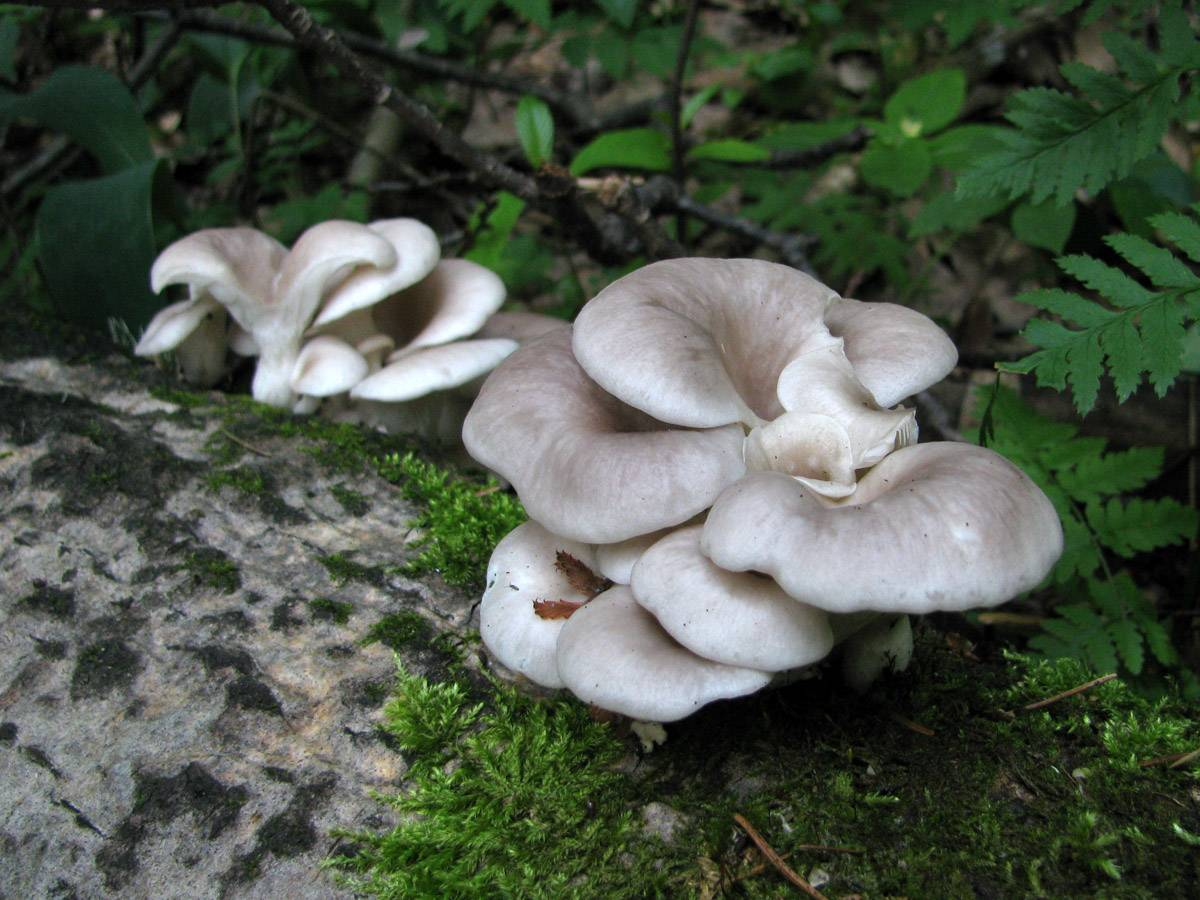
Pleurotus cornucopiae
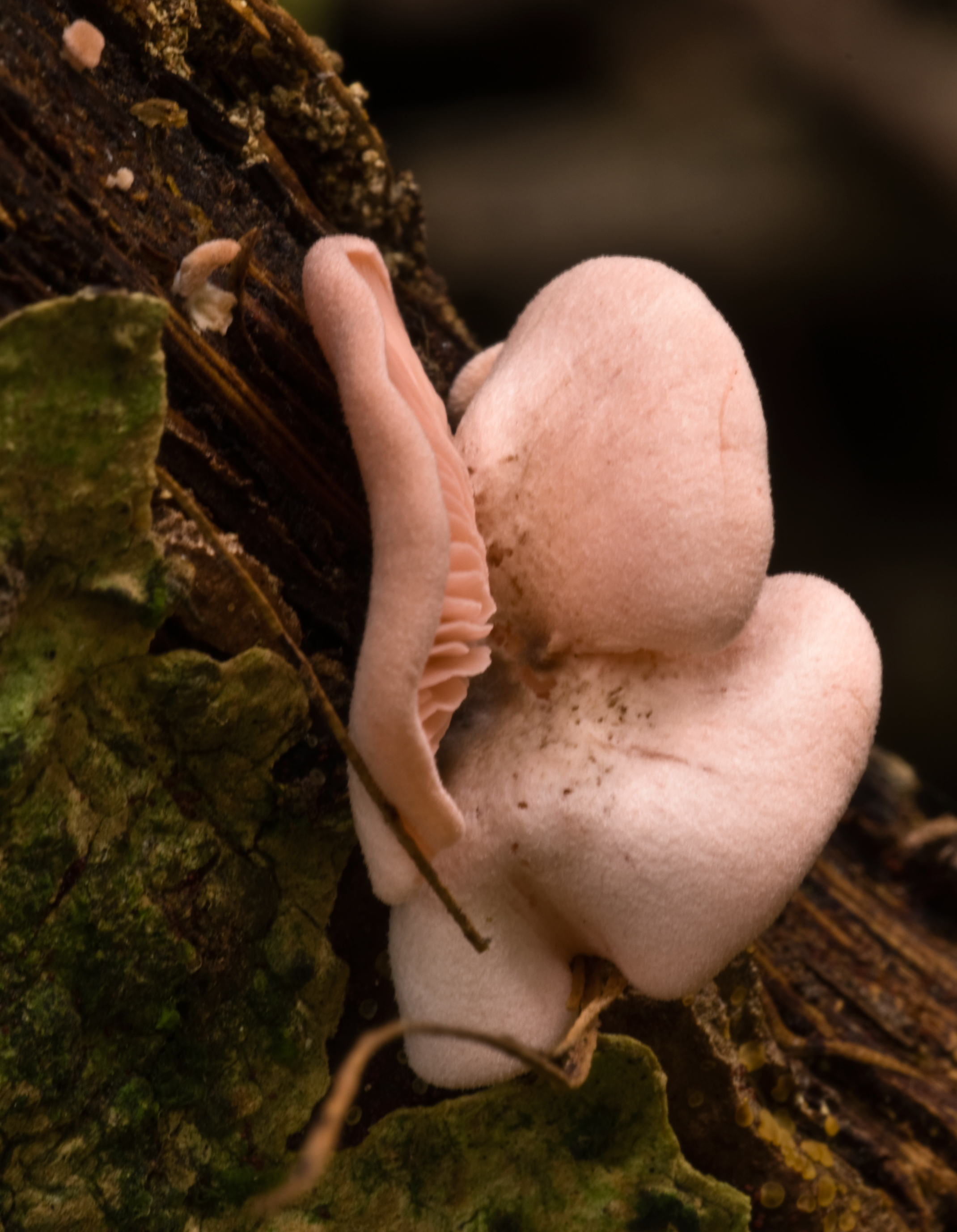
Pleurotus djamor

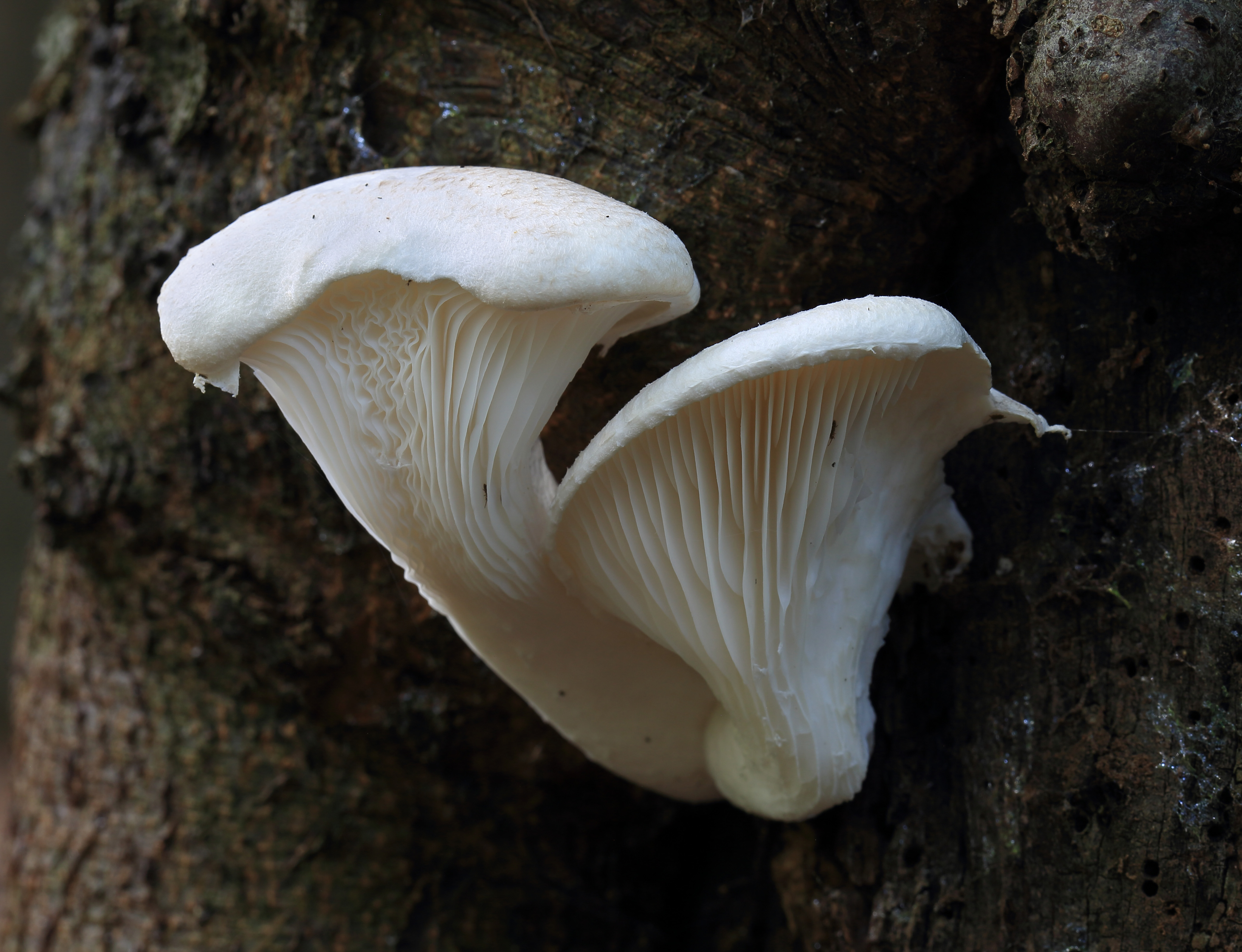
!Pleurotus dryinus!
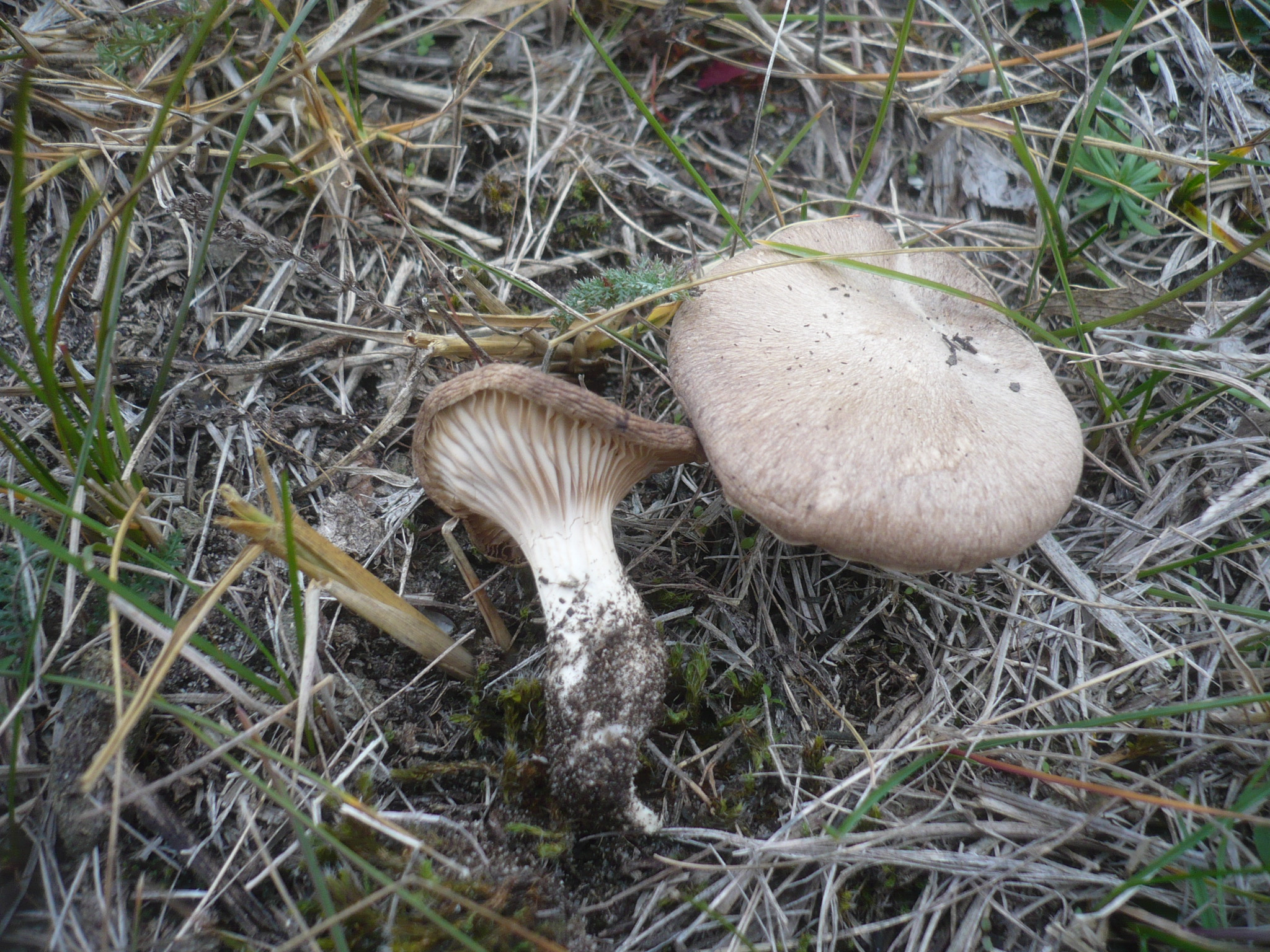
Pleurotus eryngii
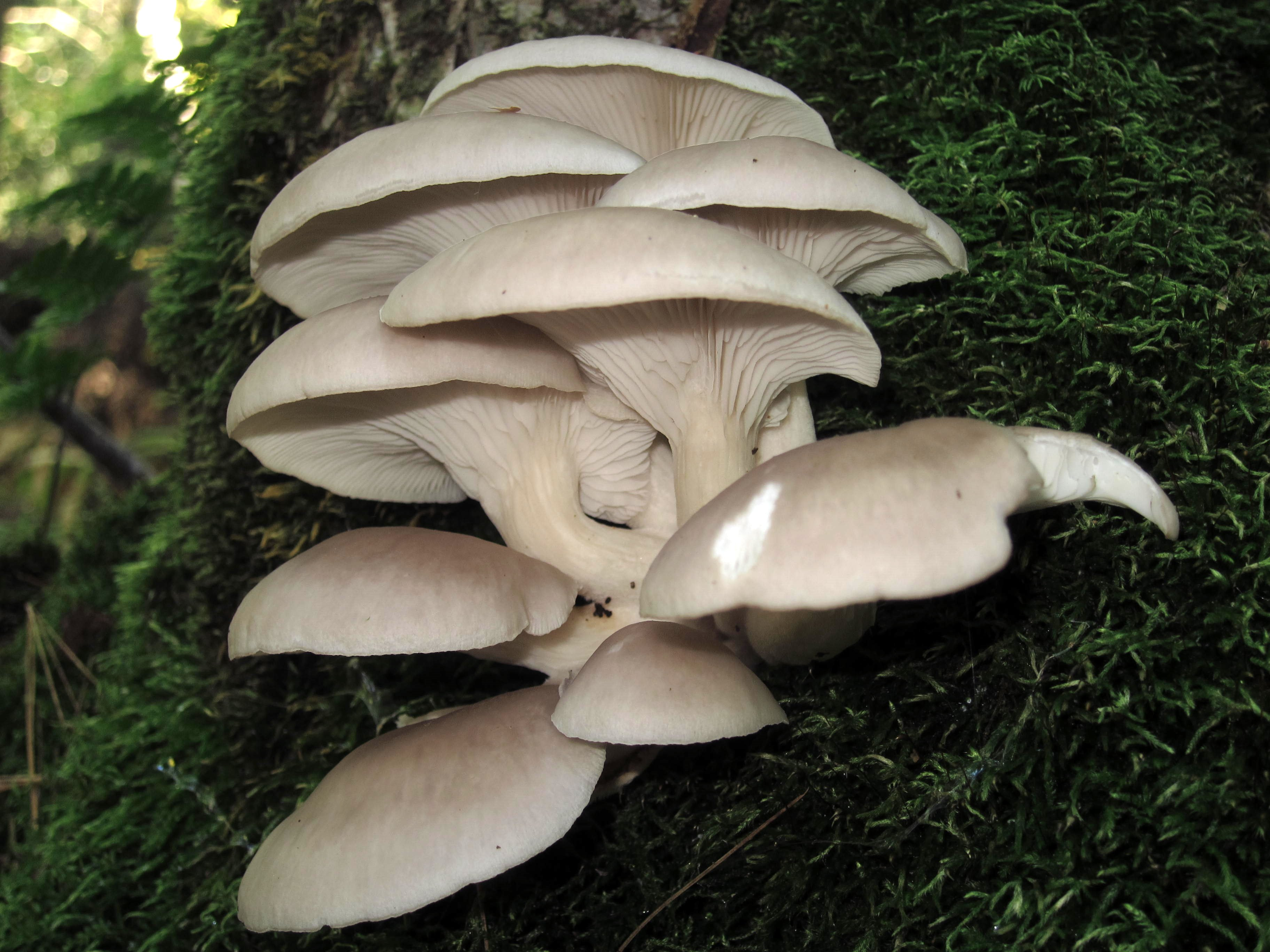
Pleurotus ostreatus
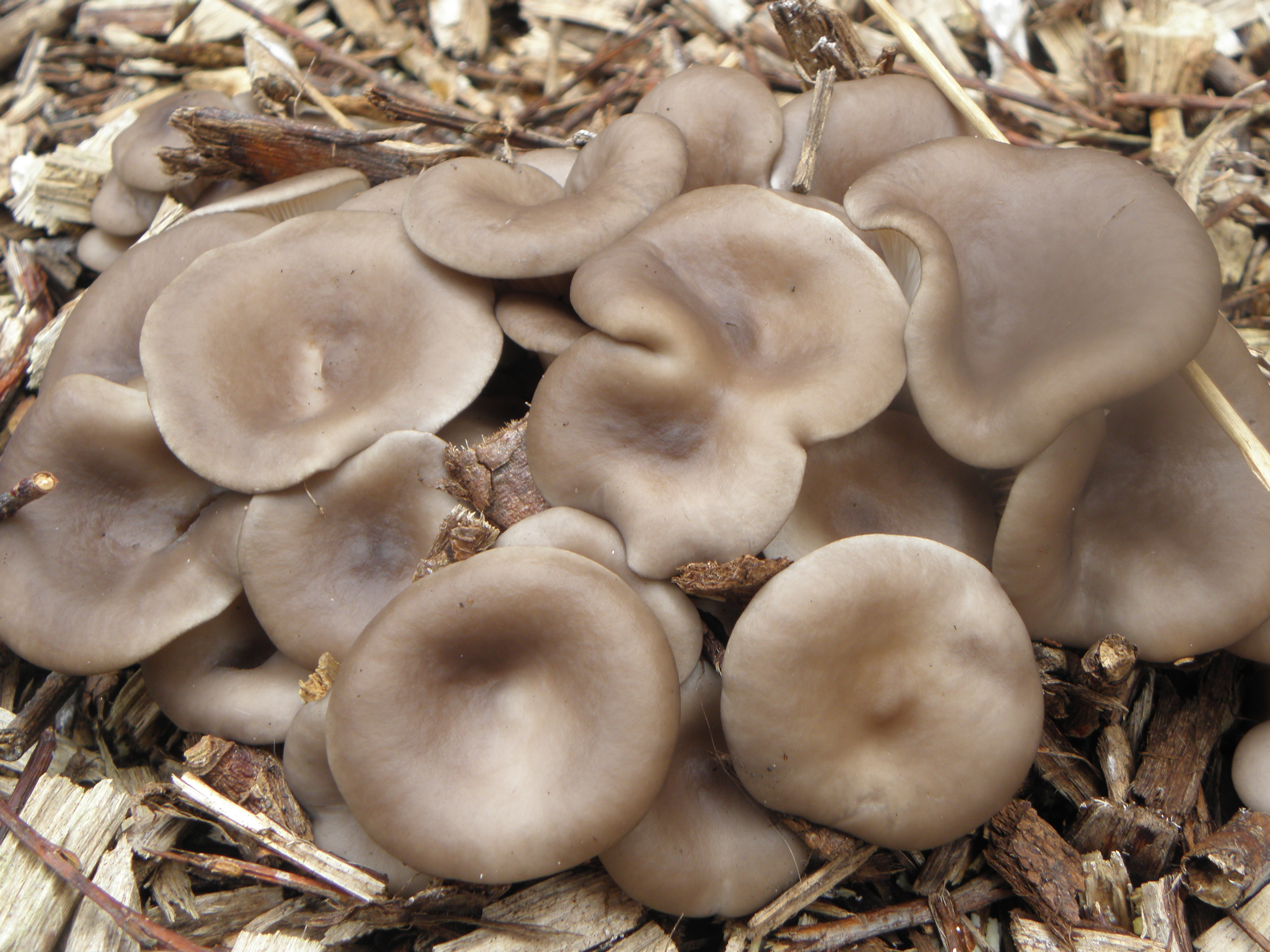
Pleurotus ostreatus f. florida
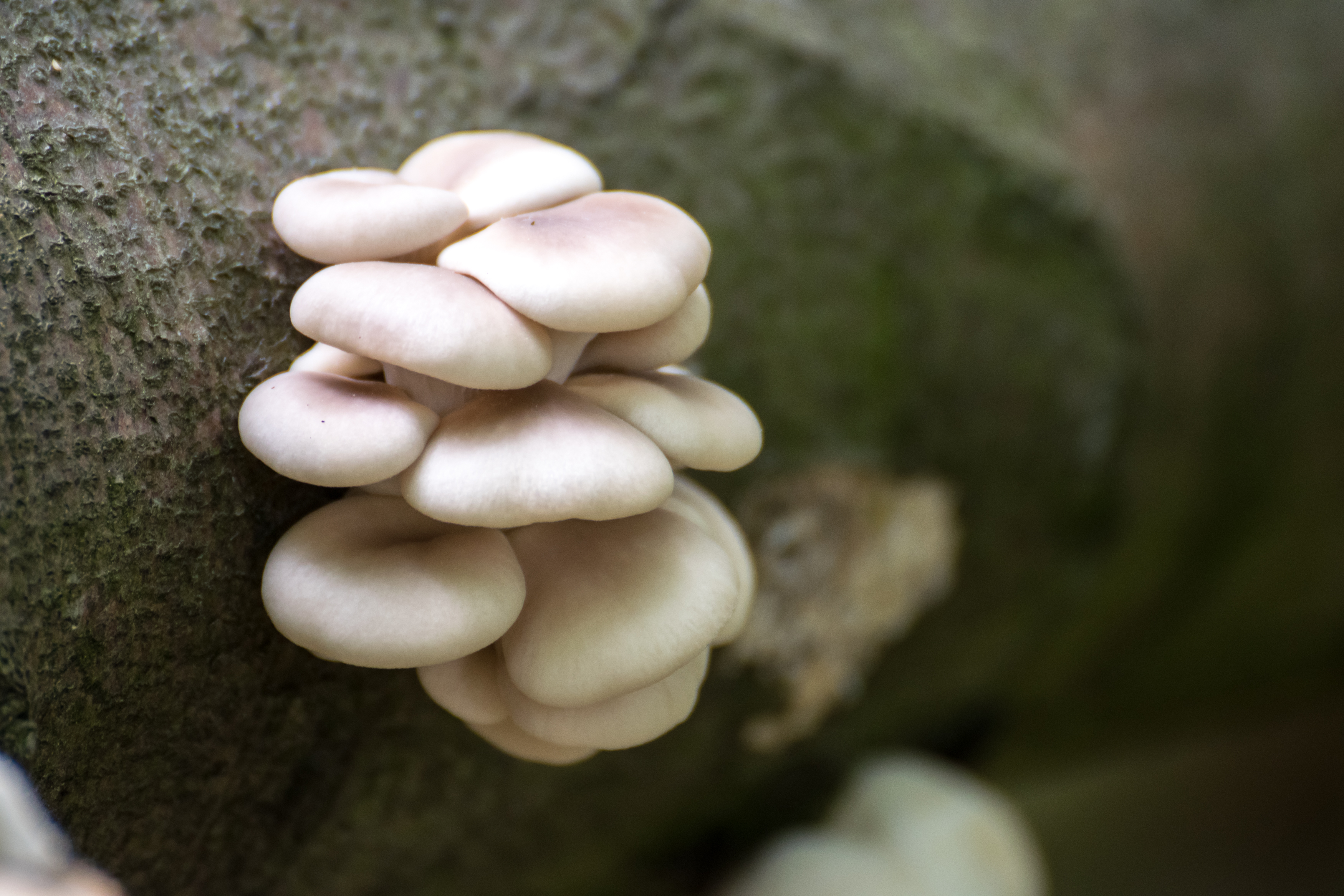
Pleurotus pulmonarius

## Valorificare

### Preparare
Păstrăvul de vară este apreciat pentru valoarea lui alimentară, dar consumată crud în porții mai mari poate provoca o hemoliză. Toată ciuperca se folosește numai la exemplare foarte tinere, pentru că carnea din picior devine repede fibroasă, pieloasă și trebuie îndepărtată (nu la acele cultivate). Buretele se poate prepara ca buretele cornet prăjit numai în unt/ulei cu ceapă tânără (sare, piper), consumat cald ori rece pe o felie de pâine sau ca adăugare la un mușchi respectiv antricot de vită, carne de iepure de casă etc. Mai departe se poate pregăti cu el o salată împreună cu fasole verzi sau o plăcintă de foitaj, chiar ca adăugare într-o supă/ciorbă de burtă este delicios. Se pretează și pentru murat sau conservat în ulei după ce a fost prăjit.

### Efecte nutritive și medicinale
Ciupercile Pleurotus prezintă un potențial terapeutic deosebit. De fapt, în genere orice specie de Pleurotus are un conținut în colesterol de 0%. Proteina crudă atinge 30% comparativ cu Shiitake la care este de doar 17-18%. Sunt bogate în substanțe active precum polizaharide, lovastatină, poliolul neciclic manitol, terpene, vitamine, steroli, aminoacizi, peptide – toate cu efect benefic asupra organismului uman: reglează tensiunea arterială, reduce conținutul de colesterol rău, stimulează imunitatea, previne infecțiile virale, bacteriene și formarea de tumoare. Păstrăvul de vară stimulează în primul rând imunitatea, infecțiile virale, și este în plus hepatoprotectiv și folositor la tratamente antistres. O metodă populară de a extrage substanțelor active din carpoforii de Pleurotus este decoctul. Prin decoctul carpoforilor timp de două ore se obține o licoare bogată în polizaharide care poate fi ținută la frigider timp de mai multe zile. Se poate administra sub formă de picătură în ceai, supe, sau băuturi răcoritoare. Nu prezintă efecte secundare și poate fi administrată pe perioade îndelungate (3 luni) cu pauză de câte 3 săptămâni între ele. O altă metodă de a extrage substanțe active din carpoforii de Pleurotus este extractul alcoolic (prepararea unei tincturi).

### Cultivare
Pleurotus pulmonarius este una dintre ciupercile comestibile cele mai cultivate și populare pe scară largă în genul Pleurotus. Trei markeri moleculari au fost folosiți pentru a analiza diversitatea genetică a 15 sorți de P. pulmonarius chinezești. În total, 21 ADN-uri polimorfe amplificate aleatoriu (RAPD=reacție de polimerizare în lanț), 20 repetări inter-simple ale secvenței (ISSR=amprentarea geonomică) și 20 polimorfisme amplificate legate de secvență (SRAP=familie de proteine) au fost selectate pentru generarea de date pe baza profilurilor lor clare de legătură produse. În total au fost detectate 361 fragmente RAPD, 283 ISSR și 131 SRAP, dintre care 287 (79,5%) RAPD, 211 (74,6%) ISSR și 98 (74,8%) SRAP ale fragmentelor au fost polimorfe.
Buretele este produs în mod tradițional folosind un substrat format din rumeguș și coji de semințe de bumbac, completate cu tărâțe de grâu. Pentru a optimiza sistemic cultivarea lui, s-a aplicat o structură simplă de grilă simplex, folosind agro-reziduuri ca substrat principal pentru a înlocui rumegușul și cojile de bumbac. S-au demonstrat efectele diferitelor cantități de paie de grâu, paie de porumb și paie de soia asupra variabilelor de randament, ritmului miceliar de creștere, a lungimii piciorului, diametrului și grosimii pălăriei precum timpului de recoltare. Rezultatele au indicat că un amestec de paie de grâu, paie de porumb și paie de soia poate avea repercusiuni semnificativ pozitive asupra fiecăreia dintre aceste variabile. Ele au fost optime cu o mixtură de 40,4% paie de grâu, 20,3% paie de porumb, 18,3% paie de soia, combinată cu 20,0% tărâțe de grâu și 1,0% carbonat de calciu (CaCO3) ușor, eficiența biologică fiind cu 15,2% mai mare. Aceste rezultate oferă o bază teoretică pentru proiectul „înlocuirea lemnului cu iarba” privind cultivarea ciupercilor comestibile.